# Östgermaner
Östgermaner är de germanska stammar som vid tiden för den västerländska tideräkningens början levde mellan Oder och Wisla (Weichsel). Till östgermaner räknas främst goter och vandaler.